# George Mason
George Mason (Fairfax, 11 dicembre 1725 – Gunston Hall, 7 ottobre 1792) è stato un politico statunitense, figura di rilievo della Rivoluzione americana e della Convenzione di Filadelfia, insieme a James Madison è chiamato "Padre della Dichiarazione dei Diritti" ed è compreso fra i "Padri fondatori degli Stati Uniti d'America".

## Biografia
Ricco proprietario terriero della Virginia, fu membro delle Virginia Conventions del 1775-1776 e lavorò alla stesura della Costituzione della Virginia. Delegato dalla Virginia alla Convenzione di Filadelfia (la convenzione che nel 1787 si riunì per riformare gli articoli della Confederazione, ossia la prima Costituzione americana) e ebbe una parte di rilievo nell'elaborazione della Costituzione degli Stati Uniti d'America che tuttavia non firmò perché contrario alle disposizioni in essa contenute sulla schiavitù e sulla navigazione. Le sue posizioni sulla schiavitù sono talora contraddittorie (si batté perché la schiavitù non fosse introdotta negli stati che ne erano privi, ma possedeva anch'egli degli schiavi e non diede loro la libertà).
Fu padre anche di Thomas Mason, imprenditore e politico.